# Тасеса Лавеа
Тасеса Лавеа (енгл. Tasesa Lavea; 10. јануар 1980) бивши је самоански рагбиста. Родио се на Новом Зеланду, а поред рагбија тренирао је и крикет. Професионално је играо рагби 13 за Мелбурн Сторм и Нортхерн Иглс, а одиграо је и 4 меча за рагби 13 репрезентацију Новог Зеланда. 2003. вратио се на рагби 15. У ИТМ Купу играо је за Окленд и Каунтис Манукау. У супер рагбију играо је за Блузсе и Чифсе. За репрезентацију Самое дебитовао је у тест мечу у новембру 2010. Био је део репрезентације Самое на светском првенству 2011. Лета 2009. потписао је за француски Клермон и са овим тимом је освојио Топ 14. Тренутно ради као рагби тренер на Кингс колеџу.